# Holleweg (Wageningen)

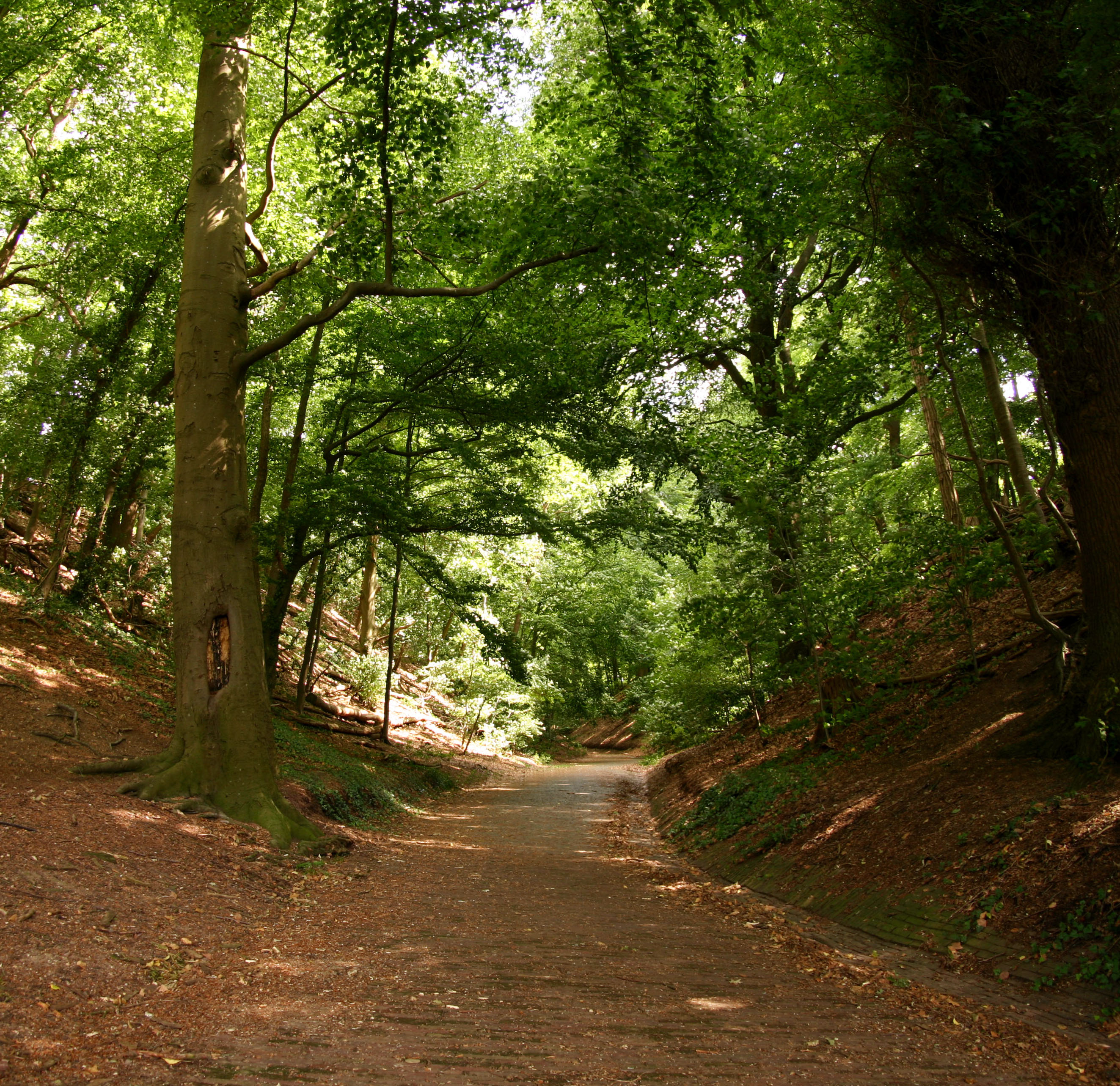
De Holleweg in Wageningen

De Holleweg is een holle weg in Wageningen die het uiteinde vormt van de oude route van Lunteren langs Ede, Bennekom en Wageningen naar het Lexkesveer aan de Nederrijn.
De Holleweg ontstond op het punt waar een prehistorische route van de stuwwal bij Wageningen (de 'Wageningse Berg') afdaalde naar een voorde door de rivier, daar waar nu het Lexkesveer is. De prehistorische route wordt Diedenweg ('Volksweg') genoemd. De overgang van Diedenweg in Holleweg is verstoord door de aanleg van een nieuwe weg van de stuwwal naar beneden in de dertiger jaren van de twintigste eeuw, de Westbergweg.
De gemeente Wageningen heeft de Holleweg aangewezen als gemeentelijk monument.